# 어맨다 피트
어맨다 피트(Amanda Peet, 1972년 1월 11일 ~ )는 미국의 배우이다. 2021년 넷플릭스 드라마 《더 체어》의 각본을 쓰고 공동 제작하였다.

## 출연 작품

### 영화
- 그녀를 위하여 (1996)
- 어느 멋진 날 (1996)
- 플래닝 하트 (1998)
- 러브 이즈 매직 (1999)
- 보디 샷 (1999)
- 나인 야드 (2000)
  - 나인 야드 2 (2004)
- 악마 같은 여자 (2001)
- 하이 크라임 (2002)
- 체인징 레인스 (2002)
- 이그비 고즈 다운 (2002)
- 아이덴티티 (2003)
- 사랑할 때 버려야 할 아까운 것들 (2003)
- 멜린다 앤 멜린다 (2004)
- 우리, 사랑일까요? (2005)
- 시리아나 (2005)
- 디 엑스 (2006)
- 테라 3D: 인류 최후의 전쟁 (2007)
- 화성아이, 지구아빠 (2007)
- 엑스파일: 나는 믿고 싶다 (2008)
- 범죄도시 (2008)
- 2012 (2009)
- 걸리버 여행기 (2010)
- 투 더 원더 (2012)
- 더 웨이, 웨이 백 (2013)
- 내 인생을 훔친 사랑스러운 도둑녀 (2013)
- 슬리핑 위드 아더 피플 (2015)